# Haris
A haris (Crex crex) a madarak (Aves) osztályának darualakúak (Gruiformes) rendjébe, ezen belül a guvatfélék (Rallidae) családjába tartozó faj.
A Crex madárnem típusfaja.
A Magyar Madártani és Természetvédelmi Egyesület 2016-ban „Az év madarává” választotta.

## Előfordulása
Nyugat- és Közép-Európától Kelet-Szibériáig, valamint délre a Kaukázus előteréig költ, és Afrika déli részén telel át.

### Kárpát-medencei előfordulása
Magyarországon rendszeres fészkelő, mintegy 1500 költőpár él (1998), legnagyobb számban a Bodrogközben. Állománya lassan, de folyamatosan csökken, a szárazabb években nagymértékben, akár felére is csökkenhet. Számukat a vonulási útvonalukon (Száhel-övezet) előforduló egyre gyakoribb szárazságok is nagyban befolyásolják.

## Megjelenése

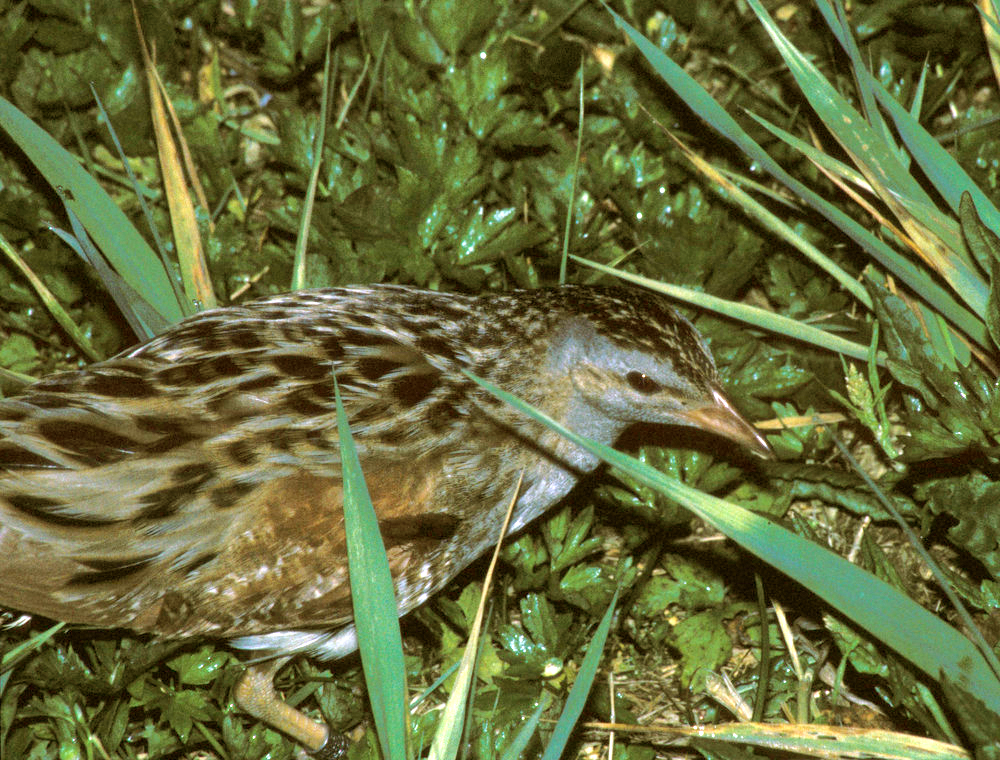
A sűrű növényzetben jól rejtőzik

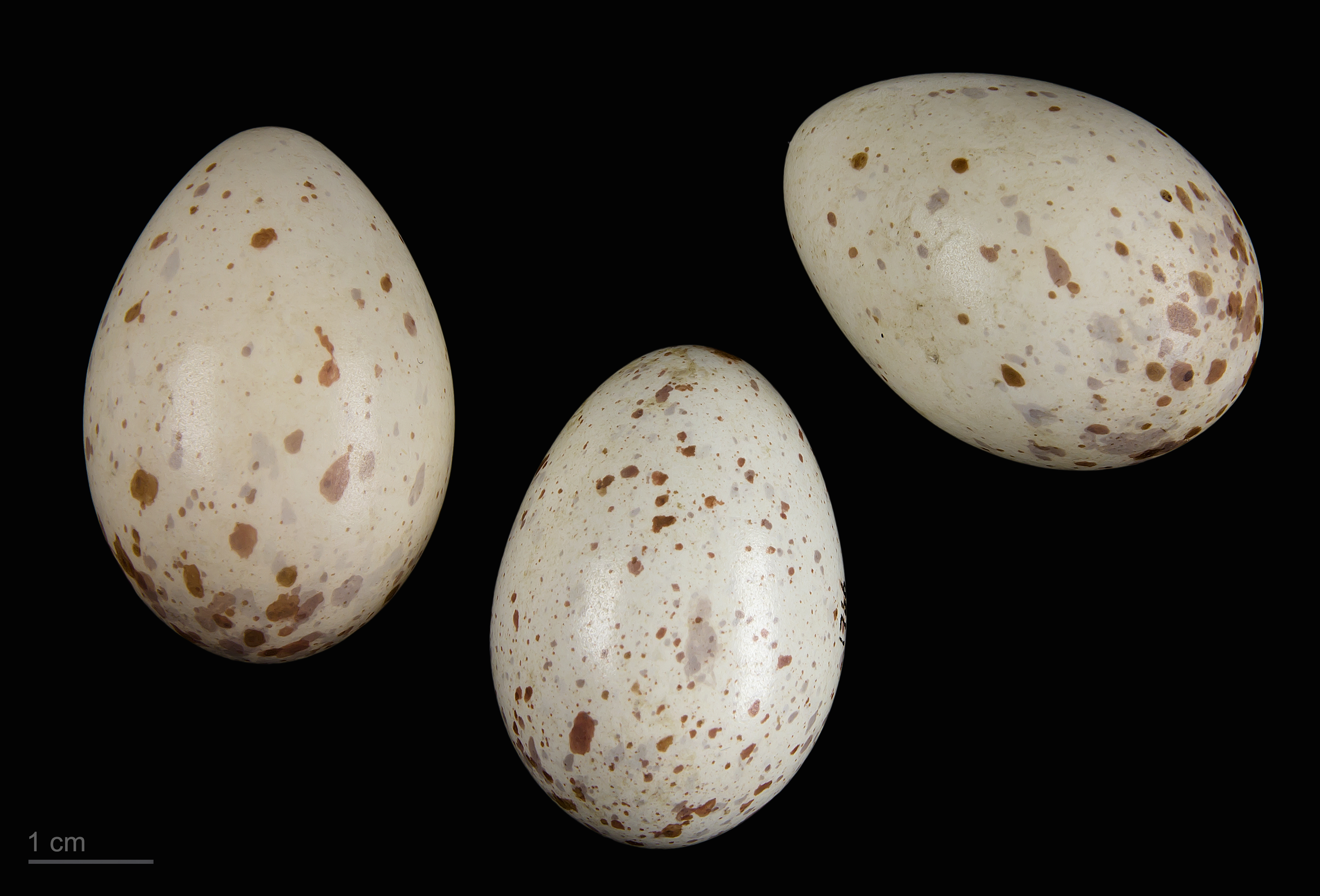
Tojásai

Testhossza 27-30 centiméter, szárnyfesztávolsága 46-53 centiméter, a hím testtömege 135-200 gramm, a tojóé valamivel kevesebb. Felső tollazata feketés, világosbarna szélekkel, ezért kissé pikkelyesnek tűnik. Hasalja fakó-barna, vörösesbarna csíkozással. Mellkasa, torka és feje oldalt galambszürke. Csőre rövid és erős, hogy fel tudja csipegetni a magokat. A fiókák egységesen feketés barnák, ami egy mezei madár esetében szokatlan rejtőszín.

## Életmódja
Magányosan, rejtőzködve él, legtöbbször csak jellegzetes recsegő hangja árulja el jelenlétét. A nedves réteken, kaszálókon, folyók menti területeken él, olyan helyen, ahol jól rejtő viszonylag magas, sűrű növényzet található, elszórt bokrokkal. A hím jellegzetes hangjával jelzi területfoglalását, a konkurenseket elűzi; több tojóval is párosodhat. Főleg állati eredetű táplálékot fogyaszt: rovarokat, puhatestűeket, pókokat, ami kiegészül gyom- és fűmaggal, a művelt területek közelében vetőmaggal, gabonával.

## Szaporodása
A költési időszak május–június között van, ritkán költ kétszer. A késői és pótköltések augusztus elejéig tarthatnak. Talajon lévő mélyedésbe fűszálakból készíti fészkét. Egy fészekaljban 3-12 szürkészöld vagy vörösbarna tojás található, ezeken rozsda- vagy bíborszínű foltok vannak. A költés 14-18 napig tart és csak a tojó vesz részt benne. A kirepülés 5 hét után jön el, 8 hetesen már teljesen kifejlettek.

## Védettsége
A faj a Természetvédelmi Világszövetség listáján mérsékelten veszélyeztetett, Európában sebezhető fajként tartják nyilván, Magyarországon veszélyeztetett, fokozottan védett, természetvédelmi értéke 500 000 Ft. Állományát a nedves kaszálók, legelők felaprózódása, becserjésedése, és a fészkek sérülése miatt a korai (főleg a július előtti), gépekkel végzett kaszálás veszélyezteti leginkább.